# القرن 14
| عقد 1290 | 1290 | 1291 | 1292 | 1293 | 1294 | 1295 | 1296 | 1297 | 1298 | 1299 |
| عقد 1300 | 1300 | 1301 | 1302 | 1303 | 1304 | 1305 | 1306 | 1307 | 1308 | 1309 |
| عقد 1310 | 1310 | 1311 | 1312 | 1313 | 1314 | 1315 | 1316 | 1317 | 1318 | 1319 |
| عقد 1320 | 1320 | 1321 | 1322 | 1323 | 1324 | 1325 | 1326 | 1327 | 1328 | 1329 |
| عقد 1330 | 1330 | 1331 | 1332 | 1333 | 1334 | 1335 | 1336 | 1337 | 1338 | 1339 |
| عقد 1340 | 1340 | 1341 | 1342 | 1343 | 1344 | 1345 | 1346 | 1347 | 1348 | 1349 |
| عقد 1350 | 1350 | 1351 | 1352 | 1353 | 1354 | 1355 | 1356 | 1357 | 1358 | 1359 |
| عقد 1360 | 1360 | 1361 | 1362 | 1363 | 1364 | 1365 | 1366 | 1367 | 1368 | 1369 |
| عقد 1370 | 1370 | 1371 | 1372 | 1373 | 1374 | 1375 | 1376 | 1377 | 1378 | 1379 |
| عقد 1380 | 1380 | 1381 | 1382 | 1383 | 1384 | 1385 | 1386 | 1387 | 1388 | 1389 |
| عقد 1390 | 1390 | 1391 | 1392 | 1393 | 1394 | 1395 | 1396 | 1397 | 1398 | 1399 |
| عقد 1400 | 1400 | 1401 | 1402 | 1403 | 1404 | 1405 | 1406 | 1407 | 1408 | 1409 |

القرن الرابع عشر هو الفترة الزمنية الممتدة من اليوم الأول لعام 1301 إلى اليوم الأخير من عام 1400 حسب التقويم الميلادي وكانت هذه الفترة جزء من العصور الوسطى.
شهد هذا القرن صعود الدولة العثمانية التي توسعت في شبه جزيرة البلقان لتبسط سيطرتها من الدانوب إلى بحر إيجة وبعد إخضاع الصرب في معركة قوصوه أخضعت البلغار ووصلت إلى حدود المجر فأستنجد الملك المجري بأوروبا الغربية وبابا روما الذي دعا إلى حملة صليبية  جديدة ضد العثمانيين لمنعهم من التوغل في قلب أوروبا فلبّى الدعوة عدد كبير من ملوك أوروبا ولكنهم انهزموا من العثمانيين في معركة نيقوبولس اجتاح الموت الأسود الطاعون أوروبا وقضى على ثلث سكان القارة. بينما خاضت مملكة إنجلترا ومملكة فرنسا حرب المائة عام الطويلة بعد أن طالب إدوارد الثالث ملك إنجلترا بعرش فرنسا بعد وفاه خاله شارل الرابع ملك فرنسا.
وفي الصين سقوط سلالة يوان الحاكمة  وماتبقى منها أسس سلالة شمال يوان في منغوليا. أما اليابان فانتهت فترة كاماكورا وبدأت فترة حركة كينمو الإصلاحية لفترة قصيرة قبل أن تبدأ فترة موروماتشي التي شهدت حروب أهلية ببن إمبراطور الشمال وإمبراطور الجنوب.

## أحداث
- 1301 وفاة أندراس الثالث ملك المجر وكرواتيا في يناير وانتخب خلفه المجريون وريث مملكة بوهيميا فاكلاف الثالث فاندلع نزاع على العرش وحرب أهلية بين فاكلاف وكارولي المطالب بالعرش.
- 1303 حاول سلطان الدولة الإلخانية محمود غازان غزو الشام فخرج سلطان الدولة المملوكية الناصر محمد بن قلاوون في جيش عظيم وتمكن من الانتصار عليه في معركة شقحب في أبريل وآوقف زحف المغول على الشام.
- 1305 وفاة فاكلاف الثاني ملك بوهيميا وبولندا في يونيو وخلفه ابنه فاكلاف الثالث ملك بوهيميا وبولندا.
- 1306 اغتيل فاكلاف الثالث ملك بوهيميا وبولندا في أغسطس ووانتخب خلفه الملك هنري البوهيمي على غير إرادة ألبرت الأول ملك ألمانيا الذي أراد أن يؤمن تاج بوهيميا لابنه رودولف الأول دوق النمسا فزوجه أرملة فاكلاف الثاني وأرسل جيش حاصر براغ حتى خلع الملك هنري البوهيمي ونصب ابنه رودولف الأول ملك بوهيميا وبولندا.
- 1307 وفاة رودولف الأول ملك بوهيميا وعاد الملك هنري البوهيمي لعرشه في يوليو.
- 1308 وفاة ألبرت الأول ملك ألمانيا في مايو وخلفه هاينريش السابع من آل لوكسمبورج.
- 1309 توج كارولي الأول ملك المجر وكرواتيا في يونيو.
- 1310 تزوجت إليزابيث ابنة فاكلاف الثاني ملك بوهيميا من يانغ الأعمى ابن الإمبراطور هاينريش السابع في سبتمبر.
- 1311 قام يانغ الأعمى بغزو بوهيميا ففر الملك هنري البوهيمي وبذلك توجت إليزابيث مع زوجها يانغ على عرش بوهيميا في فبراير.
- 1313 وفاة الإمبراطور الروماني هاينريش السابع في أغسطس وخلفه لودفيش الرابع من آل فلتسباخ.
- 1314 وفاة فيليب الرابع ملك فرنسا في نوفمبر وخلفه ابنه لويس العاشر ملك فرنسا ونافارا.
- 1316 وفاة لويس العاشر ملك فرنسا في يونيو وخلفه أخوه فيليب الخامس ملك فرنسا ونافارا.
- 1320 توج فواديسواف الأول من أسرة بياست ملكا على بولندا في يناير.
- 1321 قام القائد خسرو خان بالاستيلاء على عرش سلطنة دلهي بعد أن قام بقتل السُلطان الخلجي الأخير قطب الدين الخلجي وأنهى حُكم الدولة الخلجية.
- 1321 أستغاث أشراف دلهي بغياث الدين تغلق فقدم الأخير إلى دلهي وقتل خسرو خان واعتلى عرش سلطنة دلهي مؤسسا الدولة التغلقية.
- 1322 وفاة فيليب الخامس ملك فرنسا في يناير وخلفه أخوه شارل الرابع ملك فرنسا ونافارا.
- 1324 أعلن البابا جون الثاني والعشرين اسكتلندا مملكة مستقلة تحت حكم الملك روبرت الأول ملك اسكتلندا.
- 1326 وفاة السلطان العثماني عثمان الأول وخلفه ابنه أورخان غازي.
- 1327 خلع إدوارد الثاني ملك إنجلترا في يناير وخلفه ابنه إدوارد الثالث ملك إنجلترا.
- 1328 وفاة شارل الرابع ملك فرنسا في فبراير فطالب إدوارد الثالث ملك إنجلترا بعرش فرنسا بصفته الوريث الشرعي لخاله شارل الرابع رفض نبلاء فرنسا إخضاع التاج الفرنسي تحت التاج الإنجليزي وأصدروا قانونا يمنع وراثة التاج عن طريق أنثى فكان أقرب الذكور وفقا لهذا القانون هو فيليب كونت فالو ابن عم شارل الرابع الذي توج بأسم فيليب السادس ملك فرنسا.
- 1328 أعلن إدوارد الثالث ملك إنجلترا الحرب على فرنسا وتحالف معه الإمبراطور الروماني لودفيش الرابع ضد فرنسا في حرب المائة عام.
- 1328 خُلع الإمبراطور البيزنطي أندرونيكوس الثاني باليولوج في مايو على يد حفيده الذي توج بدلا منه باسم الإمبراطور أندرونيكوس الثالث باليولوج.
- 1328 انتهاء حرب الاستقلال الاسكتلندية الأولى بانتصار الإسكتلنديين وتوقيع معاهدة نورثامتون.
- 1329 حاصر السلطان العثماني أورخان غازي مدينتي نيقية ونيقوميديا البيزنطية فأرسل الإمبراطور البيزنطي أندرونيكوس الثالث باليولوج جيشا لملاقة الجيش العثماني لفك الحصار ولكنه انهزم في معركة بيليكانون في يونيو واستولى العثمانيون على بيثينيا.
- 1330 أستطاع ستيفان أوروس الثالث ملك صربيا هزيمة القيصر البلغاري مايكل شيشمان في معركة فيلبازد في يوليو وأصبحت الإمبراطورية البلغارية تابعة لمملكة صربيا.
- 1330 وفاة قيصر بلغاريا مايكل شيشمان أثر جرحه في معركة فيلبازد في يوليو وخلفه ابنه القيصر ايفان ستيفن.
- 1331 بعد حصار طويل فتح العثمانيين نيقية البيزنطية.
- 1331 بعد انقلاب على القيصر البلغاري ايفان ستيفن في فبراير توج القيصر إيفان أليكسندر.
- 1331 وفاة ستيفان أوروس الثالث ملك صربيا في سبتمبر وخلفه ابنه ستيفان دوشان الرابع.
- 1333 توفي ملك بولندا فواديسواف الأول في مارس وخلفه ابنه الملك كازيمير الثالث الأعظم.
- 1333 عودة الإمبراطور الياباني غو-دايغو من المنفى وبانتصاره على حكومة الشوغونات انتهت فترة كاماكورا وبدأت فترةحركة كينمو الإصلاحية لفترة قصيرة.
- 1333 وفاة أخر سلاطين الدولة الإلخانية أبو سعيد بهادر خان وتفتت الدولة إلى أفرع عديدة.
- 1336م قام الإمبراطور الياباني غو-دايغو بتنصيب ابنه شوغون مما أغضب القائد أشيكاغا تاكا-أوجي الذي قام بغزو العاصمة الإمبراطورية كيوتو ففر الإمبراطور شمالا مؤسسا بلاط إمبراطوري في شمال البلاد. وقام تاكا اوجي بتنصيب الإمبراطور الجديد كوميو.
- 1338 نصب أشيكاغا تاكا-أوجي نفسه شوغون مؤسسا سلالة اشيكاغا التي حكمت اليابان طوال فترة موروماتشي التي شهدت حروب أهلية وصراعات ببن امبراطور الشمال وامبراطور الجنوب.
- 1340 استولى حسن بزرك على السلطة في بغداد من الدولة الإلخانية ثم حكم العراق مؤسسا الدولة الجلائرية.
- 1340 أسس الأمير دانييل ألكسندروفيتش إمارة موسكو.
- 1340 أستغل ستيفان دوشان ملك صربيا الوضع المتردي في الإمبراطورية البيزنطية واستولى على تيسيليا وألبانيا وإبيروس ومقدونيا وبعد محاصرة الإمبراطور في سالونيكا فرض على بيزنطة معاهدة أكدت سيادة صربيا على مناطق أمتدت من نهر الدانوب حتى خليج كورينت ومن البحر الأدرياتيكي حتى نهر ماريتزا وأصبحت مملكته أكبر من الإمبراطوريتان البيزنطية والبلغارية.
- 1341 وفاة سلطان المماليك الناصر محمد بن قلاوون وخلفه ابنه الأشرف علاء الدين كجك.
- 1341 وفاة الإمبراطور البيزنطي أندرونيكوس الثالث باليولوج في يونيو وخلفه ابنه يوحنا الخامس باليولوج في التاسعة من عمره تحت وصاية يوحنا السادس قانتاقوزن الذي أعلن نفسه امبراطورا في تراقيا بينما ظل الإمبراطور الصغير في القسطنطنية.
- 1342 وفاة كارولي الأول ملك المجر وكرواتيا في يوليو وخلفه ابنه لويس الأول.
- 1346 أعلن ستيفان دوشان ملك صربيا نفسه قيصر الإمبراطورية الصربية وعاصمتها سكوبيه بالإضافة إلى تطويره للكنيسة الصربية وسماها بالكنيسة البطريركية الأرثوذكسية.
- 1346 بدأت حرب المائة عام في يوليو عندما نزل إدوارد الثالث ملك إنجلترا بقواته على الأراضي الفرنسية ولاقى الجيش الفرنسي الذي انهزم في معركة كريسي واضطر لترك كاليه للإنجليز.
- 1346 قتل يانغ الأعمى ملك بوهيميا في معركة كريسي خلال حرب المائة عام في أغسطس وخلفه ابنه كارل الرابع.
- 1347 وفاة الإمبراطور الروماني لودفيش الرابع في أكتوبر وخلفه ملك بوهيميا كارل الرابع من آل لوكسمبورج.
- 1347 اجتاح الموت الأسود الطاعون أوروبا وقضى على ثلث سكان القارة الأوروبية في الفترة من 1347م. حتى 1350م.
- 1350 وفاة فيليب السادس ملك فرنسا في أغسطس وخلفه ابنه جان الثاني ملك فرنسا.
- 1354 عُزل الإمبراطور البزنطي يوحنا السادس قانتاقوزن في ديسمبر وأصبح الإمبراطور يوحنا الخامس باليولوج إمبراطور وحيد لبيزنطة.
- 1355 وفاة قيصر الصرب واليونانيين ستيفان دوشان الرابع في دييسمبر وخلفه ابنه ستيفان أوروس الخامس المعروف بستيفان الضعيف الذي خسر معظم أراضي الدولة الصربية في عهده.
- 1356 وضع الإمبراطور الروماني كارل الرابع قواعد الانتخابات الامبراطورية الرومانية المقدسة (المرسوم الذهبي) سمى المرسوم الأمراء الناخبون الذين لهم حق انتخاب الملك وهم أمراء الكنيسة ثلاثة رؤساء أساقفة ماينز وكولونيا وتيرير والأمراء العلمانيين أربعة ملك بوهيميا، كونت بلاتينات، دوق ساكسونيا ومارغريف براندنبورج.
- 1356 وقعت معركة بواتييه (1356) إحدى معارك حرب المائة عام بين إنجلترا وفرنسا واستطاع فيها الجيش الإنجليزي الانتصار على الجيش الفرنسي وأسر جون الثاني ملك فرنسا في سبتمبر.
- 1356 أجبرت فرنسا على توقيع معاهدة كالييه التي نصت على حصول بريطانيا على كل شمال غرب فرنسا بالإضافة إلى كالييه في الشمال وأن تدفع فرنسا لأنجلترا ثلاثة ملايين جنيه من الذهب.
- 1358 وقعت معاهدة زادار بين الملك لويس الأول المجري وجمهورية البندقية في فبرابر تنازلت فيها البندقية عن الساحل الادرياتيكي الشرقي دلماسيا (كرواتيا).
- 1360 وفاة السلطان العثماني أورخان غازي وخلفه ابنه مراد الاول.
- 1363 فتح السلطان العثماني مراد الأول مدينة أدرنة في تراقيا بانتصاره على اليونانيين وجعلها عاصمة له باسم إديرنا.
- 1364 وفاة جان الثاني ملك فرنسا في أبريل وخلفه ابنه شارل الخامس ملك فرنسا.
- 1365 دعا البابا لحملة صليبية لم يستجب لها غير بطرس الأول من قبرص وبدلا من أن تتجه الحملة لمحاربة العثمانيين غيرت مسارها لمصر حيث هاجمت الإسكندرية ثم رجعت إلى قبرص بالغنائم. مما اصاب الإمبراطور البيزنطي يوحنا الخامس باليولوج بخيبة الأمل.
- 1368 سقوط سلالة يوان الحاكمة في الصين وحل محلها سلالة مينغ الحاكمة وانسحب فلول يوان إلي شمال الصين وأسسوا سلالة يوان الشمالية في منغوليا.
- 1370 وفاة كازيمير الثالث الأعظم ملك بولندا أخر ملوك أسرة بايست في نوفمبر وخلفه ابن أخته الملك لويس الأول المجري ليحكم بولندا في اتحاد شخصي مع المجر.
- 1370 انقلب تيمورلنك على سلطان إيلخانات تركستان وانتصر عليه في معركة ضاجلجا في أبريل ودخل سمرقند وأعلن نفسه حاكما عليها مؤسسا الدولة التيمورية.
- 1371 وفاة قيصر بلغاريا إيفان أليكسندر في فبراير وخلفه القيصر إيفان شيشمان
- 1371 لاقى الجيش العثماني جيش تحالف بلقاني مكون من الصرب والبلغار في معركة ماريتسا في سبتمبر واستطاع الانتصار وقتل الملك الصربي. فوكاشين مرنيافتشيفتش الذي كان يقاسم الملك الصربي ستيفان أوروس الخامس.
- 1371 وفاة الملك الصربي ستيفان أوروس الخامس وتنازع على العرش لازار أمير منطقة مورافيا ماركو كرالييفيتش ابن الملك فوكاشين الذي لجأ للسلطان العثماني مراد وأعلن تبعيته للعثمانيين.
- 1371 انتصار العثمانيين في معركة ماريتسا مكنهم من فتح تراقيا ومقدونيا ووصلوا إلى حدود دول الصرب والبلغار والأرناؤوط (البانيا) وأحاط بالقسطنطينية من كل اتجاه مما أزعج ملوك أوروبا من توسعات الدولة العثمانية التي توغلت في القارة الأوربية.
- 1375 وفاة فالديمار الرابع ملك الدنمارك في أكتوبر وخلفه ابنته مارغريتا الأولى الدانماركية التي كانت ملكة السويد والنرويج بحكم زواجها من ملك السويد والدنمارك هاكون السادس.
- 1376 قاد أندرونيكوس الرابع باليولوج أنقلاب على والده الإمبراطور البيزنطي يوحنا الخامس باليولوج في أغسطس وتوج إمبراطورا لبيزنطة.
- 1377 وفاة إدوارد الثالث ملك إنجلترا في يونيو وخلفه حفيده ريتشارد الثاني ملك إنجلترا.
- 1378 وفاة الإمبراطور الروماني كارل الرابع في نوفمبر وخلفه ابنه فنتسل الرابع ملك بوهيميا.
- 1379 استعاد الإمبراطور البزنطي يوحنا الخامس باليولوج عرشه من ابنه الإمبراطور أندرونيكوس الرابع باليولوج بمساعدة السلطان العثماني مراد الأول في يوليو.
- 1380 أمير موسكو المعظم دميتري دونسكوي يقود جيش روسي موحد وينتصر على القبيلة الذهبية في معركة كوليكوفو في سبتمبر.
- 1380 وفاة شارل الخامس ملك فرنسا في سبتمبر وخلفه ابنه شارل السادس ملك فرنسا.
- 1382 بعد حصار طويل أثناء الحروب البلغارية العثمانية فتح العثمانيين مدينة صوفيا البلغارية.
- 1382 وفاة لويس الأول ملك المجر وكرواتيا وملك بولندا في سبتمبر وخلفه ابنته ماري، ملكة المجر وكرواتيا وابنته يادويغا ملكة بولندا.
- 1383 وفاة فرناندو الأول ملك البرتغال في أكتوبر وخلفته ابنته بياتريس تحت وصاية والدتها الينور فطالب أخوه غير الشقيق جواو بالعرش فاستنجدت الأم بصهرها خوان الأول ملك قشتالة.
- 1385 اندلعت حرب الخلافة البرتغالية الأولى بين البرتغال بقيادة الأمير جواو وحلفائه الإنجليز وخوان الأول ملك قشتالة وحلفائه الفرنسيين وانتصر اخيرا جواو الذي توج ملكا للبرتغال باسم الملك جواو الأول في أغسطس.
- 1385 زواج أمير براندنبورج سيغيسموند ابن الإمبراطور الروماني كارل الرابع من ماري، ملكة المجر وكرواتيا.
- 1386 زواج دوق ليتوانيا يوغيلا من يادويغا ملكة بولندا وتوج ملكًا على بولندا وليتوانيا في اتحاد شخصيي حاملاً لقب فلاديسلاف الثاني ياغيلو.
- 1387 أقر دوق ليتوانيا يوغيلا المسيحية الديانة الرسمية في ليتوانيا.
- 1389 قام قيصر الصرب لازار بمهاجمة أدرنة  فأعلن السلطان العثماني مراد الأول الحرب على الصرب التقت الجيوش العثمانية بالجيش الصربي الذي تسانده المجر والبلغار والألبان في معركة قوصوه الأولى التي انتصر فيها العثمانيون وأسروا القيصر الصربي لازار.
- 1389 قتل السلطان العثماني مراد الاول في نهاية معركة قوصوه غدرا على يد أحد الجنود الذي تظاهر بالموت وخلفه ابنه بايزيد الأول.
- 1389 ضُمت إمارة فلاديمير سوزدال التي كانت كبرى امارات كييف روس إلى إمارة موسكو الكبرى.
- 1391 وفاة الإمبراطور البيزنطي يوحنا الخامس باليولوج في فبراير وخلفه ابنه مانويل الثاني.
- 1392 أسس القائد العسكري إي سونغ-گاي مملكة جوسون الكورية بعد الإطاحة بمملكة غوريو في يوليو.
- 1391 حاصر السلطان العثماني بايزيد الأول القسطنطنية وأثناء الحصار هاجم أمير الأفلاق ميرݘه الأول بلاد الروملي التابعة للعثمانيين مما دفع بايزيد إلى مُصالحة الإمبراطور البيزنطي وأرسل جيشا إلى سالونيك ومنها انطلق نحو المورة فانسحب البنادقة من أمامه وسقطت بِيده مدينة خالكيذا  لِينقطع ارتباط الروم بِمقدونيا وتابع االعثمانيون زحفهم حتى أخضعوا إقليم ثيساليا.
- 1393 قام قيصر البلغار يوحنا شيشمان بالاستيلاء على مدينة نيقوپولس مدفوعًا بتحريض الملك المجري سيغيسموند فقام بايذيد بالهجوم على العاصمة البلغارية ترنوڤو فهرب القيصر شيشمان إلى نيقوبولس وتحصن بها وسقطت العاصمة ترنوڤو بعد ثلاثة أشهر بِيد العُثمانيين.
- 1395 اتجه السلطان العثماني بايزيد للأفلاق لتأديب أمير الأفلاق ميرݘه الأول فطرده من الأراضي التي استولى عليها وتتبعه إلى الأفلاق واشتبك مع جيش الأفلاق الذي تكبد خسائر فادحة وأجبر ميرجة على توقيع مُعاهدة بتبعيته للدولة العثمانية ودفع جزية سنوية.
- 1396 استنجد الملك المجري سيغيسموند بأوروبا الغربية وبابا روما الذي دعا إلى حملة صليبية جديدة ضد العثمانيين لمنعهم من التوغل في قلب أوروبا فلبّى الدعوة عدد كبير من ملوك أوروبا لكنهم انهزموا أمام العثمانيين في معركة نيقوبولس في سبتمبر.
- 1397 إعلان اتحاد كالمار من الممالك الثلاث الدنمارك والسويد والنرويج تحت سيادة الملكة مارغريتا الأولى الدانماركية في يونيو.
- 1399 جرّد ريتشارد الثاني ملك إنجلترا ابن عمه هنري بولينجبروك من أملاكه ونفاه. فقام هنري بولينجبروك بغزو إنجلترا بقوة صغيرة ازداد عددها بسرعة وتمكن من خلع الملك ريتشارد ونصب نفسه باسم هنري الرابع ملك إنجلترا في يونيو ليبدأ حكم أسرة لانكستر.
- 1400 خُلع ملك الرومان فنتسل الرابع في أغسطس وانتخاب روبرشت ناخب بالاتينات.